# Roger Lancelyn Green
Roger Gilbert Lancelyn Green (* 2. November 1918 in Norwich; † 8. Oktober 1987 in Poulton Hall) war ein britischer Schriftsteller.

## Leben
Der Grundbesitz der Familie Lancelyn Green geht auf das Jahr 1093 zurück, als Randle Greene (sic) und Elizabeth, die Tochter von William Lancelyn, unter der Herrschaft von Elisabeth I. heirateten.
Der Sohn von Major Gilbert Arthur Lancelyn Green (1887–1947) der Royal Artillery und Helena Mary Phyllis, Tochter von Oberstleutnant Charles William Henry Sealy, aus Hambledon House, Hampshire bei C. S. Lewis am Merton College in Oxford und erhielt dort einen BLitt. Als Student trat er in den Shakespeare-Dramen der Oxford University Dramatic Society auf, die von Nevill Coghill produziert wurden. Von 1945 bis 1950 war er stellvertretender Bibliothekar am Merton College, von 1950 bis 1952 war er William Noble Research Fellow für englische Literatur an der Liverpool University. Von 1968 bis 1969 lehrte er als Andrew Lang Lecturer an der University of St Andrews. Er hielt den Andrew Lang-Vortrag 1968.
Lancelyn Green blieb Lewis bis zu dessen Tod im Jahr 1963 nahe und machte mit Lewis und seiner Frau Joy Gresham kurz vor ihrem Tod an Krebs im Jahr 1960 Urlaub in Griechenland. Als Lewis Ende der 1940er Jahre mit dem Schreiben der Narnia-Bücher begann, schrieb Lancelyn Green schlug vor, sie sollten die Chroniken von Narnia heißen. Neben u. a. C. S. Lewis und J. R. R. Tolkien war er Mitglied des Oxforder Diskussionskreises der Inklings.
Lancelyn Green lebte in Cheshire in der Poulton Hall, einem Herrenhaus, das seine Vorfahren seit mehr als 900 Jahren besaßen. Er war Lord der Herrenhäuser von Poulton-Lancelyn und Lower Bebington. 
Sein Sohn war der Schriftsteller Richard Gordon Lancelyn Green.

## Schriften (kleine Auswahl)
- Into other worlds. Space-flight in fiction, from Lucian to Lewis. New York 1975, ISBN 0-405-06329-6.
- The tale of Thebes. Cambridge 1977, ISBN 0-521-21410-6.
- König Arthur und seine Ritter der Tafelrunde. Höhr-Grenzhausen 1992, ISBN 3-925612-20-3.
- Sagen und Mythen der nordischen Götter. Würzburg 2017, ISBN 3-401-60310-8.

| Personendaten    | Personendaten                                      |
| ---------------- | -------------------------------------------------- |
| NAME             | Green, Roger Lancelyn                              |
| ALTERNATIVNAMEN  | Green, Roger Gilbert Lancelyn (vollständiger Name) |
| KURZBESCHREIBUNG | britischer Schriftsteller                          |
| GEBURTSDATUM     | 2. November 1918                                   |
| GEBURTSORT       | Norwich                                            |
| STERBEDATUM      | 8. Oktober 1987                                    |
| STERBEORT        | Poulton Hall                                       |